# Prunus emarginata
Prunus emarginata conocida en su lugar de origen como ("bitter cherry") es una especie de Prunus nativa del oeste de Norteamérica, desde British Columbia a  California, y desde el este y el oeste de Wyoming y Arizona. A menudo se encuentra en zonas despejadas en claros de bosques sobre suelos ricos en nutrientes.

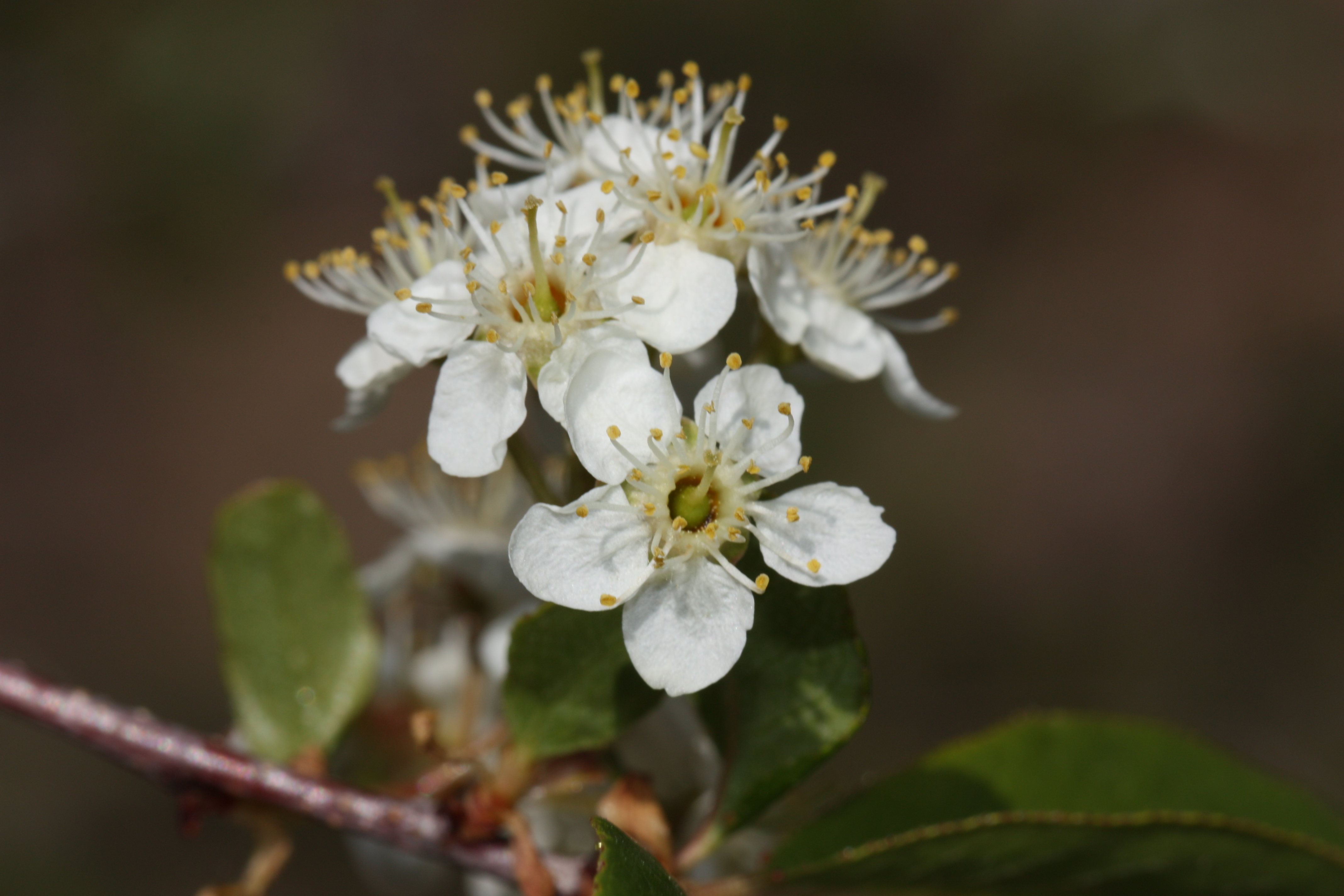
Flores.

## Descripción
Es un arbusto caduco o pequeño árbol que alcanza los 1–15 m de altura con un espléndido tronco con la corteza marrón con lenticelas horizontales. Las hojas de 2-8 cm de longitud, delgadas, ovaladas y de color verde-amarillento con márgenes dentados. Las flores son pequeñas de  10–15 mm de diámetro con cinco pétalos blancos y numerosos estambres como pelillos, se producen en grupos en la primavera y son polinizados por los insectos. El fruto es una jugosa cereza de 7-14 mm con sabor amargo, puede reproducirse por semillas o por esquejes.

## Taxonomía
Prunus emarginata fue descrita por David Douglas como Cerasus emarginata (basiónimo) en 1832 (Flora Boreali-Americana, 1(4): 169) y posteriormente introducido en el género Prunus por  Wilhelm Gerhard Walpers y publicado en Repertorium Botanices Systematicae, 2: 9, en el año 1843.
Etimología
Prunus: nombre genérico que proviene de un antiguo nombre griego (προύνη), y luego latino (prūnus, i) del ciruelo. Ya empleado por, entre otros, Virgilio (Geórgicas, 2, 34) y Plinio el Viejo (Historia naturalis,13, XIX, 64)
emarginata: epíteto latíno que significa "con el margen dentado"
Variedades
- Prunus emarginata var. emarginata
- Prunus emarginata var. mollis (Dougl. ex Hook.) W.H.Brewer[8]

Sinonimia
- Cerasus emarginata Douglas	basónimo
- Prunus emarginata (Douglas) Eaton[9]

var. crenulata (Greene) Kearney & Peebles
- Cerasus crenulata Greene
- Prunus crenulata (Greene) Tidestr.[10]

subsp. mollis (Douglas) A.E.Murray
- Cerasus mollis Douglas
- Prunus emarginata var. mollis (Douglas) W.H. Brewer
- Prunus pensylvanica var. mollis (Douglas) B. Boivin[11]